# وهبه زحیلی
وهبه زحیلی متولد ۱۹۳۲ (میلادی) در شهر عطیه در اطراف دمشق است. وهبه زحیلی رئیس گروه فقه مذاهب اسلامی دانشگاه دمشق است و موضوع بیشتر نوشته‌هایش به فقه و اصول فقه اختصاص دارد.
او تحصیلات خود را ابتدا در دانشگاه الشریه در سال ۱۹۵۲ در دمشق به پایان رساند و پس از آن برای ادامهٔ تحصیل راهی مصر شد. در سال ۱۹۵۶ با درجهٔ دکترا در رشتهٔ الهیات اسلامی از دانشکدهٔ الشریعه دانشگاه الازهر فارغ‌التحصیل شد و در سال ۱۹۵۷ لیسانس رشته حقوق را از دانشگاه عین شمس کسب کرد.

## آثار
مهمترین اثر زحیلی تفسیر المنیر است که به زبان عربی نوشته شده و از تفاسیر مهم قرن معاصر به شمار می‌آید. این کتاب نخستین بار در سال ۱۴۱۱ ق (۱۹۹۱ میلادی) در دارالفکر دمشق در ۱۶ جلد در بیش از ۱۰٬۰۰۰ هزار صفحه به چاپ رسید. تألیف این تفسیر ۷ سال طول کشیده و به زبان‌های فارسی و ترکی ترجمه شده‌است.